# Grammatikalität
Grammatikalität (auch: Grammatizität, grammatische Richtigkeit) ist ein von Noam Chomsky in die Sprachwissenschaft eingeführter Terminus, der die grammatische Regelgemäßheit (Wohlgeformtheit) sprachlicher Ausdrücke in Bezug auf ein Sprachmodell (eine Grammatik) bezeichnet.
Das kontradiktorische Gegenteil bezeichnet man auch als Ungrammatikalität. Ungrammatische Sätze oder Formen werden in der Sprachwissenschaft mit einem Sternchen (*) gekennzeichnet. 
Der Begriff der Grammatikalität ist ein Gegenbegriff zur faktischen Akzeptabilität, d. h. der Annehmbarkeit sprachlicher Strukturen.